# أوسكار سترناد
أوسكار سترناد (بالألمانية: Oskar Strnad) (و. 1879 – 1935 م) هو مهندس معماري نمساوي، ولد في فيينا، توفي عن عمر يناهز 56 عاماً.

## التعليم
تعلم في الجامعة التقنية في فيينا
.

## وصلات خارجية
- أوسكار سترناد على موقع IMDb (الإنجليزية)
- أوسكار سترناد على موقع قاعدة بيانات الفيلم (الإنجليزية)
- أوسكار سترناد على موقع كينوبويسك (الروسية)

- أوسكار سترناد في قاعدة بيانات الأفلام على الإنترنت